# 廖鉉
廖鉉（1444年—1518年），字汝器，別號東溪道人。四川成都府崇慶州人，明朝政治人物。

## 生平
成化十六年（1480年）以州庠生舉庚子科四川鄉試第六十六名舉人。成化十七年（1481年）联捷辛丑科三甲第七十四名進士。授湖南監利縣知縣。以丁忧去职。補浙江西安縣知縣，擢雲南大理府同知。弘治十七年（1504年）遷知廣南府。正德丁卯入京述职，時劉瑾掌權，遂请求致仕。正德十三年（1518年）卒，年七十五。

## 家族
祖籍「黄國之麻城」，元末，始祖廖清入蜀，定居崇慶。祖父廖文達；祖父廖道中；父廖本初，母周氏。
元配徐氏，有子三人：廖景星、廖景暘、廖景雲。女一人。孫八人：曰瑤、琮、璜、珣、珊、璘、琈、珵。曾孫三人：曰胤承、胤先、胤芳。孫女五人：理真、七真、瑁真、三真、四真。其中，次子廖景雲娶雲南尋甸府知府萬本之孫女、曹州知府萬秉之女。